# Airbus UK Broughton F.C.
Airbus UK Broughton F.C. (wal. Clwb Pêl-droed Airbus UK Brychdyn) – walijski klub piłkarski z siedzibą we wsi Broughton.

## Historia
Chronologia nazw:
- 1946—19??: Vickers-Armstrong
- 19??—19??: de Havillands
- 19??—19??: Hawker Siddeley
- 19??—19??: British Aerospace
- 19??—2000: BAE Systems
- 2000—2007: Airbus UK F.C.
- od 2007: Airbus UK Broughton F.C.

Klub został założony w 1946 roku jako Vickers-Armstrong przez właścicieli fabryki Airbus. W różne lata nazywał się de Havillands, Hawker Siddeley, British Aerospace i BAE Systems. Początkowo zespół grał w Chester & District League i lidze strefy Wrexham. W 1992 zajął 1.miejsce w Welsh National League (Wrexham Area) Division Two. Kolejne cztery lata spędził w Welsh National League (Wrexham Area) Division One, a w 1996 awansował do Welsh National League Premier Division. W 2000 klub wywalczył awans do Cymru Alliance, po czym zmienił nazwę na Airbus UK F.C.. W 2004 zajął 1.miejsce i zdobył awans do Welsh Premier League. Na początku sezonu 2007/08 klub zmienił nazwę na Airbus UK Broughton F.C..

## Sukcesy
- Mistrzostwo Walii:
  - 7.miejsce (1): 2010
- Puchar Walii:
  - półfinalista (1): 2012
- Puchar Ligi Walijskiej:
  - półfinalista (1): 2006

## Stadion
Stadion The Airfield może pomieścić 1,600 widzów.

## Europejskie puchary
Legenda do wszystkich tabel:
- Q – runda eliminacyjna, 1/16, 1/8, 1/4, 1/2 – odpowiednia faza rozgrywek, Grupa – runda grupowa, 1r gr – pierwsza runda grupowa, 2r gr – druga runda grupowa, F – finał, R – runda, PO – play-off
- k. – rzuty karne, los. – losowanie, Dogr. – dogrywka, w. – zasada bramek strzelonych na wyjeździe

| Sezon   | Rozgrywki   | Runda | Przeciwnik | Dom | Wyjazd | Ogólnie |
| ------- | ----------- | ----- | ---------- | --- | ------ | ------- |
| 2013/14 | Liga Europy | 1Q    | Ventspils  | 1–1 | 0–0    | 1–1, w. |
| 2014/15 | Liga Europy | 1Q    | Haugesund  | 1–1 | 1–2    | 2–3     |
| 2015/16 | Liga Europy | 1Q    | Lokomotiva | 1–3 | 2–2    | 3–5     |